# 小佐野彈
小佐野 彈（おさの だん、1983年（昭和58年）5月21日 - ）は、日本の歌人・小説家・実業家。
東京都世田谷区出身で、現在は台湾台北市在住。同性愛者であることを公表しており、セクシュアリティに関する作品が多い。
2017年短歌研究新人賞、2019年現代歌人協会賞、第12回「（池田晶子記念）わたくし、つまりNobody賞」受賞。
大学院在学中に台湾において起業し、日本茶カフェチェーンを約10か国30店舗以上展開。2017年にCEOを退き会長職に就く。
国際興業グループ創業者の小佐野賢治は大伯父。血縁上母方の祖父に当たる養父は国際興業グループ社長を務めた小佐野政邦。実父はマサチューセッツ工科大学客員教授で建築家の堀池秀人。
慶應義塾大学大学院経済学研究科修士課程修了。
同博士課程単位取得退学。

## 来歴・人物
幼稚舎から慶應義塾に通う。幼稚舎時代のお小遣いは月500円だった。実家には当時からずっと勤めているお手伝いさんがおり、日々の食事は同人が作ってくれていた。幼稚舎低学年の頃まではロッキード事件の関係で小佐野家が有名であったため、警察OBのボディーガードが付いていた。
火山が好きで、実家の屋上からは富士山が見えるため、よく「噴火したらどうなるだろう」と考えながら眺めていた。他方頻繁に滞在する軽井沢の別荘からは浅間山を眺めていた。
国際興業グループが保有している箱根の富士屋ホテルは、幼い頃によく遊んだ愛着のある場所。
11歳の時に両親が離婚。
幼稚舎時代の演劇部の一学年下に芥川賞作家となる朝吹真理子がおり、中等部に進学後も文通していた。
慶應義塾中等部在学中に同性愛に気づき、「自分を認めたい」「認めたくない」と心の中で葛藤する。この頃、学校では「あいつホモだぜ」と噂されていた。
中学3年生のとき、同級生に対して「（性的に）ストレートになれる薬があるなら、俺はそれを飲みたい」と泣きながら訴えた。
学校帰りに立ち寄った書店で俵万智の著した不倫を赤裸々に詠んだ『チョコレート革命』に出会い、たまっていくアンビバレントな気持ちを短歌なら吐き出せるとして、作歌を始める。
「幼稚舎からの人間関係の延長線上にあった中等部までの生活をいったんリセットして、まったく新しい環境のなかで、まったく新しい自分自身を晒して生きていくことに挑戦したい」と考え、慶應義塾湘南藤沢高等部に進学。
2007年慶應義塾大学経済学部卒業。
台湾アイドルに憧れ中国語を学びはじめ、台湾に移住。その後現地ラジオ番組にゲストで出演した際、たまたま隣のスタジオにいた同アイドルと会うことができた。
大学院進学後に台湾にて抹茶のカフェチェーンを起業、2012年のシンガポールFC1号店開店を皮切りに約10か国で「TSUJIRI」ブランドのカフェを展開し、2015年には台湾における日本食品の輸入規制強化など難所を経験するが2017年にCEOを退き会長職に就く。台湾三田会の副会長を務めている。
30歳を過ぎて、ADHDと診断される。
友人に勧められ、2014年、短歌誌『かばん』に入会。
第一歌集発表後、親交のある林真理子と桃狩りに向かう車中で、林から小説家に向いていると勧められ、小説を書き始める。
台湾からの帰省時には軽井沢にある別荘に滞在していることが多く、日本帰国時には同地から群馬や東信地方の温泉へ出かけている。
2017年、同性愛が主題の連作である「無垢な日本で」で第60回短歌研究新人賞受賞。
2018年5月、第一歌集『メタリック』を刊行、翌2019年、同歌集で第63回現代歌人協会賞受賞。
2018年、親交のあるTAKUYAが作曲するアニメ『Phantom in the Twilight』の主題歌『Flowery Song』で初の作詞。
2019年、「車軸」（『すばる』2019年2月号）で小説デビュー。
2019年、池田晶子記念わたくし、つまりNobody賞受賞。
2019年6月、『車軸』（単行本）が発売。
2019年8月、現代の伊勢物語を書いてみませんかという提案をうけ、「我とひとしきひとしなければ（単行本発行時、『僕は失くした恋しか歌えない』に改題）」を連載開始。
2019年、手塚マキらと立ち上げ、選者を勤めていたホスト歌会に俵万智を誘い込む。
2020年7月、『ホスト万葉集』（俵万智、野口あや子共編　講談社・短歌研究社）が発売。当初ホスト百人一首との名称を使っていたが、百首を超えてしまったことから小佐野の発案でホスト万葉集となる。
2020年7月、偶然パーティーで同席したことのある三浦春馬の自死に大きな衝撃を受ける。
2020年12月、『ホスト万葉集　巻の二』（俵万智、野口あや子共編　講談社・短歌研究社）が発売。
2021年6月、朝日新聞デジタルにて、コラム「たわわ台湾」の連載を開始。
2021年11月、歌集『銀河一族』と小説『僕は失くした恋しか歌えない』が同時発売。
2022年4月、信濃毎日新聞の書評委員に就任。
2022年12月、文藝春秋にて「にっぽん遺産　奇跡の温泉」の連載を開始。　
2023年1月、日本経済新聞夕刊の日刊コラム「プロムナード」にて木曜日週刊連載を開始。
2023年2月から、文藝春秋電子版にて衆議院議員の笹川博義、中曽根康隆との「いま『奇跡の温泉』が“熱い”！」、TAKUYAとの「歌に言葉を、言葉に歌を」などウェビナーを行う。
2023年5月、小学館から初の書き下ろし小説『ビギナーズ家族』を発刊。
2024年11月、新潮社yomyomで「雪国シルバーウイング」の連載を開始。
2025年7月、小学館GOATmeetsにて、「ポーザープリンセス」の連載を開始。

## 趣味・嗜好
ワーグナーの楽曲が好きで、自己の小説にもワーグナーの楽曲を引用している。
欧州各地にオペラを見に行くことが多く、夏はザルツブルクやバイロイトの音楽祭、冬はウィーン国立歌劇場を訪れることが定番となっている。
かつてはゴルフが趣味で、年間80ラウンド以上まわっていたが、短歌研究新人賞受賞後、打ち方がわからなくなる。
旧正月は台湾人が皆実家に帰ってしまうので、日本人仲間と日本式麻雀をして過ごすのが慣例となっている。
小説では島崎藤村の「千曲川のスケッチ」を偏愛している。漫画では岡崎京子の「リバーズ・エッジ」が好き。
寝る前の時間はBL漫画を読んで癒されている。
火山と温泉を愛しており、温泉地である箱根の旅館で執筆をすることも多い。2022年3月時点でのおすすめは山形の銀山温泉と群馬の四万温泉。
瀬戸内寂聴を長く敬愛しており、朝日新聞において同人のエッセーと同誌面で自身のコラムが連載されていることに感激した。

## 作風
短歌に関して、色が題材としてよく使われるが、歌を作るにあたり自然に出てきているもので、作為や意図はない。
代表歌として知られる＜家々を追はれ抱きあふ赤鬼と青鬼だつたわれらふたりは＞は、選評では、土井礼一郎から、忌み嫌われることを選択して生まれてきたわけではない鬼が、いわれのない理由により追われる境遇となり、それゆえ愛の炎をたぎらせるということが当事者ならではの切迫感で読まれていると評されている。
小説「したたる落果」、「うずくまる夏」では「他者との〈性〉的関係（もちろんかなり広い意味での）における暴力的で危険な、それでいて歓びの種子を孕んだ瞬間」等共通のテーマが、コロナ下での特殊な日台の距離感とともに描かれており、それぞれ静的なマンゴーと動的な腫瘍が作中で重要なモチーフとして扱われている。
自己を隠さず自己を抉った書き方をしていることから、表現したい強烈な内実があり、ようやく歌人から本格的な小説家が現れたと評されている。
薬物も、宗教も、認知症も、LGBTも、発達障害も「他人事」というのは存在せず、ひとりひとりが、すべてと関わり合う「当事者」としての意識を持つこと、相手の立場に立ち自分の信じる「正義」だけではなく、相手の信じる「正義」についても考えてみること。が重要と考えている。
会長職を担う会社では、2022年頃、現地従業員に「風水上よくない」と言われ、机と椅子が撤去された。
短歌は中学生から行っている呼吸のようなもの。他方小説は、顔の見えない読者に面白く思ってもらうよう、様々なことを考えて書いている。

## 作品リスト

### 単行本
歌集
- 『メタリック』（短歌研究社、2018年5月、ISBN 4862725856）
- 『銀河一族』（短歌研究社、2021年11月、ISBN 4862726933）

小説
- 『車軸』（集英社、2019年6月、ISBN 4087711862）
- 『僕は失くした恋しか歌えない』（新潮社、2021年11月、ISBN 4103543116）
- 『ビギナーズ家族』（小学館、2023年5月、ISBN 4093866856）

共著
- 『ホスト万葉集』(俵万智、野口あや子共編、講談社・短歌研究社、2020年7月、ISBN 9784065201442）
- 『ホスト万葉集　巻の二』(俵万智、野口あや子共編、講談社・短歌研究社、2020年12月)

### 雑誌掲載作品
短歌
- 「赤鬼」 - 『文學界』2018年1月号
- 「メタリック」 - 『短歌』2018年4月号
- 「新人賞受賞歌人競詠5首・作歌信条」 - 『短歌』2019年1月号
- 「銀河一族」 - 『短歌研究』2019年7月号
- 「甘い火」 - 『短歌ムック ねむらない樹』vol.3 (2019年8月)
- 「糸を吐く口――銀河一族II」 - 『短歌研究』2019年10月号
- 「告白は蜜――銀河一族Ⅲ」 - 『短歌研究』2020年2月号
- 「政商の人生・前編――銀河一族Ⅳ」 - 『短歌研究』2020年6月号
- 「彗星」(新作10首+エッセイ) - 『短歌研究』2020年9月号
- 「政商の人生・後編――銀河一族Ⅴ」 - 『短歌研究』2021年1月号
- 「末弟――銀河一族Ⅵ」 - 『短歌研究』2021年4月号
- 「目黒川――銀河一族Ⅶ - 『短歌研究』2021年7月号
- 「リーシュを外せ――銀河一族Ⅷ」 - 『短歌研究』2021年9月号

小説
- 「車軸」 - 『すばる』2019年2月号
- 「我とひとしき人しなければ」 - 『yom yom』2019年8月号～
- 「したたる落果」 - 『文學界』2021年1月号
- 「うずくまる夏」 - 『すばる』2021年8月号
- 「サブロク」　-　『文學界』2023年4月号
- 「ビギナーズ家族」　- 2023年5月書き下ろし
- 「雪国シルバーウイング」- 『yom yom』2024年1月号～
- 「ポーザープリンセス」‐『GOAT meets』01号

随筆
- 「ドラマ気分」 - 『群像』2017年12月号
- 「ほとばしるもの」 - 『短歌』2019年5月号
- 「境界線に置くことば」 - 『yom yom』2019年6月号
- 「本名で、自分をさらけ出す覚悟のある歌は強い」 - 『エコノミスト』2019年10月15日号
- 「うたびとの業」 - 『すばる』2020年3月号
- 「「日本」の歌」 - 『短歌研究』2020年3月号
- 「百年越しに生まれた/新・北極星」 - 『文學界』2020年5月号[45]
- 「Column」 - 『小説 野性時代』2020年5月号
- 「軽井沢で愛を詠む」『GOAT』創刊号2024年

連載
- 「たわわ台湾」-　『朝日新聞デジタル』2021年6月～
- 「にっぽん遺産　奇跡の温泉」-　『文藝春秋』2022年12月～
- 「プロムナード」（木曜担当） - 『日本経済新聞夕刊』2023年1月～

作詞
- 「Flowery Song」 - アニメ「Phantom in the Twilight」主題歌